# Kirche von Essenbæk

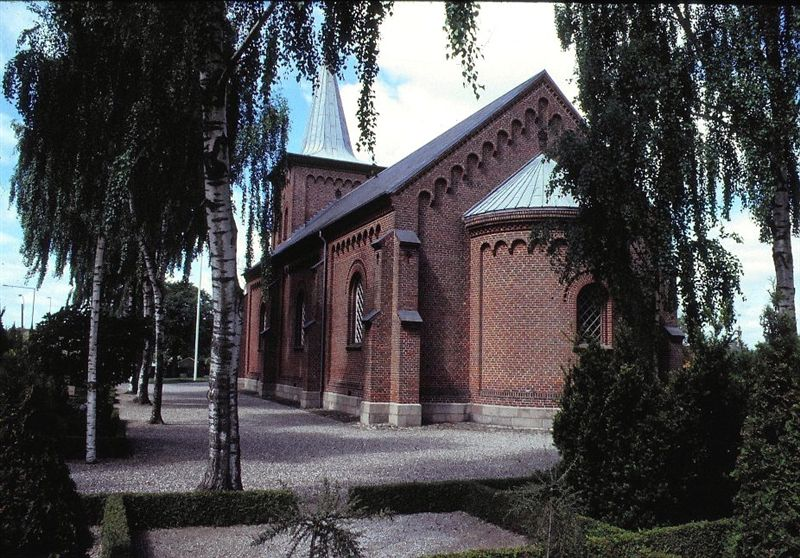
Kirche von Essenbæk

Der Backsteinbau der neuen Kirche von Essenbæk liegt in der Gemeinde Assentoft, unmittelbar östlich von Randers, im äußersten Westen der Halbinsel Djursland, das seinerseits den östlichen Teil von Jütland in Dänemark bildet. Die Kirche (daher „nye Essenbæk kirke“) wurde in den Jahren 1868–69 aus roten Ziegeln errichtet. Als Sockel dienten die Granitquader der mittelalterlichen Kirche („gamle Essenbæk kirke“), die sich nördlich der heutigen Kirche befand.
Der 1914 geborene Künstler Mogens Henri Jørgensen, im Jahre 1984 ausgezeichnet mit der Eckersberg-Medaille der dänischen Akademie der schönen Künste, hat in den Jahren 1967–1968 die umfassende Verschönerung der Kirche ausgeführt. Bei der Deckengestaltung im Kirchenschiff wurde mit den Variationen eines roten Farbtones gearbeitet, der sich im Chor und in der Apsis fortsetzt. Die mit Bleiornamenten verzierten Fenster sind mit organischen Mustern in grau getöntem Glas versehen worden. Einen Kontrast hierzu bildet das Fenster der Apsis, das sich durch sein Farbenspektrum auszeichnet und mit einem Metallornament aus Kupfer zur Ausschmückung des Altars beiträgt.